# 小行星1163
小行星1163（1163 Saga）是一颗围绕太阳公转的小行星。1930年1月20日，卡爾·威廉·萊茵姆特在海德堡发现了此天体。
該小行星以北歐文學薩迦命名。
这颗小行星的绝对星等为198.2953742011929等。